# Adam Kokoszka
Adam Kokoszka (* 6. Oktober 1986 in Andrychów) ist ein polnischer ehemaliger Fußballspieler.

## Karriere

### Verein
Kokoszka trat als Kind zuerst seinem Heimatverein A.K.S. Beskid Andrychów bei. In der Jugend wechselte er zum Erstligisten Wisła Kraków, wo er mit 16 Jahren in die zweite Mannschaft kam. In der Saison 2005/2006 gehörte der Innenverteidiger bereits zum erweiterten Erstligakader und im Jahr darauf, am 4. August 2006, absolvierte er seinen ersten Erstligaeinsatz gleich über 90 Minuten. Kurz darauf spielte er für die Krakauer sogar ein komplettes UEFA-Cup-Spiel. Insgesamt 11 Mal kam er in seinem ersten Jahr in der Ekstraklasa zum Einsatz.
Das folgende Jahr verlief für den Verein sportlich sehr erfolgreich. Zwar verpasste Kokoskzka die erste Saisonhälfte, kam aber danach regelmäßig zum Einsatz. Am Ende gehörte er zur Meistermannschaft 2008 und verpasste das Double nur knapp durch eine Niederlage im Pokalfinale nach Elfmeterschießen. 2008 wechselte er nach Streitigkeiten mit dem Vorstand von Wisła Krakau nach Italien zum FC Empoli. In der Serie B gehörte Adam Kokoszka in den ersten beiden Spielzeiten zur Stammbesetzung. Allerdings änderte sich das in der Saison 2010/11 und er kam in der gesamten Hinrunde nur zu einem Einsatz. Zur Rückrunde wurde er bis zum Saisonende an Polonia Warschau ausgeliehen, die ihn im Sommer 2011 fest verpflichteten.
Ende Februar 2013 wechselte Kokoszka zum Ligakonkurrenten und amtierenden Meister Śląsk Wrocław. Hier war er stets Stammspieler und kam in 1,5 Jahren auf 45 Ligaspiele. Nach Ablauf seines Vertrages, wechselte Adam Kokoszka zum 1. Juli 2014 ablösefrei nach Russland zum Aufsteiger Torpedo Moskau. Vorherige Zeitungsberichte, nach denen er zum israelischen Klub Beitar Jerusalem wechseln sollte, haben sich als falsch herausgestellt. Beim Moskauer Klub war er Stammspieler. Kokoszka löste den Vertrag mit Torpedo Moskau im April 2015 auf, nachdem der Klub über Monate sein Gehalt nicht gezahlt hatte. Er unterschrieb daraufhin einen Vertrag bei seinem vorherigen Verein Śląsk Wrocław. Nach der Saison 2018/2019, in der er bei Zagłębie Sosnowiec kaum Einsatzzeiten erhielt, pausierte Kokosza, bevor er 2021 unterklassig wieder aktiv war.

### Nationalmannschaft
Schon in der Jugend war Adam Kokoszka ein Kandidat für die Juniorennationalmannschaften Polens. Im Jahr seines großen Durchbruchs spielte er am 6. Dezember 2006 erstmals über die volle Distanz ein A-Länderspiel mit der Nationalmannschaft in den Vereinigten Arabischen Emiraten. In seiner zweiten Partie gegen Estland gelang ihm beim 4:0-Sieg sein erster Nationalmannschaftstreffer.
Auch in der EM-Qualifikation wurde er in der Folge eingesetzt und stand folgerichtig auch im 23er Aufgebot Polens für die Fußball-Europameisterschaft 2008 in Österreich und der Schweiz. Seit Ende 2009 wurde er nicht mehr nominiert. Erst 2014 kam er in einem Freundschaftsspiel gegen die Republik Moldau wieder zum Einsatz.

## Titel / Erfolge
- Polnischer Meister 2008 mit Wisła Krakau
- EM-Teilnahme 2008 mit Polen

## Privates
Sein älterer Bruder Krzysztof Kokoszka (* 1978) war ebenfalls Fußballprofi.